# Transporteur membranaire
Pour les articles homonymes, voir canal.

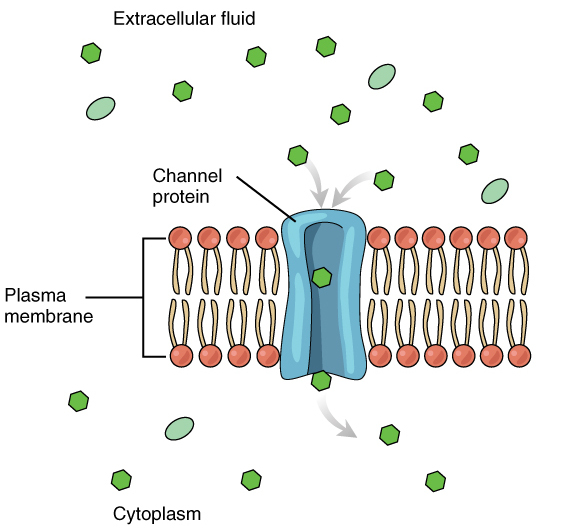
Schéma d'un transporteurs membranaires.

Les transporteurs membranaires sont des protéines transmembranaires qui permettent le transport membranaire des métabolites. Ils ont deux propriétés principales : être sélectifs et être contrôlés de façon très fine.
La membrane cellulaire est imperméable aux molécules hydrophiles. Ceci permet d'éviter à la cellule de perdre son contenu et permet de séparer l'intérieur de l'extérieur. Mais les réactions chimiques se déroulent pour la plupart en solution aqueuse et les transporteurs permettent de traverser la membrane pour atteindre l'endroit où ils seront utilisés.
Il en existe deux grandes catégories : les canaux et les pompes.

## Canaux
Les protéines-canal assurent un transport passif de molécules à travers la membrane. Le passage des molécules à travers un canal suit les lois de la diffusion. Cependant elles peuvent être plus ou moins sélectives. Elles peuvent aussi se fermer et s'ouvrir en fonction de différents stimuli (électrique, chimique, mécanique, etc.). Elles jouent un rôle important dans la définition du potentiel de membrane, la sensibilité de certaines cellules à certains signaux extérieurs...

## Pompes
Les pompes se différencient des canaux par le fait que ce n'est plus le gradient électrochimique des molécules qui assure le mouvement ionique mais le couplage du transport à une réaction enzymatique exergonique, comme l'hydrolyse de l'ATP (ATPase membranaire). Le mouvement de la molécule devient donc unidirectionnel et peut même se produire contre le gradient électrochimique. La molécule se concentre donc ou au contraire est totalement éliminée de la cellule. Le transport est ici actif et non plus passif comme pour les canaux.
Le transporteur le plus connu est la pompe sodium-potassium qui expulse trois ions sodium et fait entrer deux ions potassium pour chaque molécule d'ATP hydrolysée. Ce transporteur est très important dans la cellule car il assure la création et le maintien du gradient électrochimique membranaire et est indirectement à l'origine de la plupart des mouvements transmembranaire. Si cette pompe s'arrête, le gradient électrochimique disparaît et les mouvements ioniques s'arrêtent de part et d'autre de la membrane plasmique. 
D'autres transporteurs actifs très importants dans la cellule sont ceux qui concentrent le calcium du cytoplasme vers le réticulum endoplasmique et maintiennent ainsi une concentration cytosolique libre de l'ordre de la centaine de nanomoles. Cette concentration très basse sera exploitée par la cellule ; le calcium est utilisé par de nombreux récepteurs comme signal pour prévenir la cellule de la présence de sa molécule activatrice (hormone en général) sur son site actif.

## Cotransporteurs
Le transport de molécules contre leur gradient électrochimique ne nécessite pas forcément l'hydrolyse de l'ATP. Il existe de nombreux cas où l'énergie est fournie par un ion ou une autre molécule qui suit son gradient électrochimique. Ce phénomène s'appelle transport couplé ou cotransport, car il couple un canal ionique à une pompe membranaire et utilise l'énergie de l'un pour activer l'autre. Selon le sens de déplacement respectif des deux molécules on parle de symport (l'ion et la molécule transportée traversent la membrane dans le même sens) ou d'antiport (les deux espèces chimiques se déplacent en sens inverse). Ces transports couplés sont très utilisés par la cellule pour récupérer les molécules nécessaires à son métabolisme dans le milieu extérieur. 
L'énergie vient du gradient électrochimique, entretenu entre autres par la pompe sodium-potassium, et que l'on peut considérer que c'est bien l'ATP qui a fourni l'énergie, de manière indirecte, d'où le terme de transport primaire pour désigner les pompes ATPasiques et de transport secondaire pour les transports couplés.